# کاناکایه‌وو
کاناکایه‌وو (انگلیسی: Kanakayevo) یک شهرک در شهرستان ایشیمبایسکی استان باشقیرستان کشور روسیه است.